# Steuerflucht
Steuerflucht (englisch tax exile, tax evasion by absconding) ist in der Wirtschaft ein Verhalten von Steuersubjekten, durch das ein Staat als Steuergläubiger den Steueranspruch auf ein Steuerobjekt verliert und gleichzeitig ein anderer Staat ihn erhält und neuer Steuergläubiger wird.

## Allgemeines
Vorausgesetzt wird bei der Steuerflucht, dass ein Staat seinen Steueranspruch verliert, ein anderer ihn gleichzeitig aber erhält. Der Steueranspruch auf das Steuerobjekt geht mithin nicht verloren, sondern wechselt den Staat. Steuersubjekte können Wirtschaftssubjekte wie Privathaushalte und Unternehmen sein. Die Steuerflucht kommt beim internationalen Steuerwettbewerb vor, wenn Staaten besonders niedrige oder keine Steuerarten erheben (Niedrigsteuerland), andere dagegen ein hohes Steuerniveau besitzen (Hochsteuerland). Steuerflucht als eine Form der Steuerabwehr kann entweder Steuervermeidung, Steuerumgehung oder Steuerhinterziehung sein.
Steuerflucht nutzt das internationale Steuergefälle (Hochsteuerland, Niedrigsteuerland) und die daraus resultierenden Steueroasen aus, um durch Verlagerung von Geschäftssitz, Wohnsitz, gewöhnlichem Aufenthaltsort oder Passhandel bzw. rechtsmissbräuchliche Einbürgerung in andere Staaten oder Wirtschaftsgebiete die Steuerlast zu senken. Steuerflucht setzt Arbeitsmobilität und/oder Kapitalmobilität voraus und ist eine steuerlich motivierte Kapitalflucht. Eine solche Kapitalflucht ist jedoch vielfach nicht (allein) steuerlich motiviert, sondern erfolgt auch aus anderen Gründen wie der Sorge um eine Abwertung der Inlandswährung.

## Geschichte
Eine Notverordnung vom Dezember 1931 sah im Deutschen Reich eine „Reichsfluchtsteuer“ vor, die eine Abkehr von der Freizügigkeit beinhaltete und alle diejenigen erfasste, die zum 31. März 1931 im Reichsgebiet ansässig waren und danach ihren Wohnsitz oder gewöhnlichen Aufenthalt ins Ausland verlegten. Der hohe Steuersatz von 25 % des gesamten steuerpflichtigen Vermögens sollte die Auswanderung steuerkräftiger Bürger verhindern.
Die Entwicklung von Steueroasen förderte auch die Unternehmensgründung von Briefkastengesellschaften und Schattenbanken. Als das erste Steuerparadies gilt die Schweiz, denn mit der Einführung eines strengen Schweizer Bankgeheimnisses im November 1934 schuf sie über die Anonymität und niedrige Steuern die Voraussetzungen zur Steuer- und Kapitalflucht. Der italienische Bankier Michele Sindona – dem man Verbindungen zur Mafia nachsagte – gründete 1950 seine erste Briefkastenfirma, die Fasco AG, in Vaduz (Liechtenstein). Der US-Amerikaner William J. Gibbons prägte 1956 den Begriff „base company“ für Unternehmen mit dem ausschließlichen Betriebszweck der Steuerumgehung. Das übersetzte man in Deutschland mit dem Begriff Basisgesellschaft, deren Bezeichnung ersichtlich erstmals 1961 aufkam. Eine negative Konnotation erlangte die Basisgesellschaft wohl erstmals im Jahre 1964, als sie ins Zwielicht geriet. Im Juni 1965 kam es in Deutschland durch die Länderfinanzminister zu einem „Steueroasen-Erlass“, der auf die Verlagerung von Einkünften und/oder Vermögen in Steueroasen reagierte.
Nachdem die Cayman Islands 1965 zunächst mit dem zollfreien Verkauf von Luxusgütern begannen, gilt die Norfolkinsel seit 1966 als erste Insel, die Briefkastenfirmen erlaubte. Der Bundesfinanzhof (BFH) verwendete den Begriff Basisgesellschaft ersichtlich erstmals in seinem Urteil vom 17. Juli 1968, wonach es sich bei Basisgesellschaften um Scheinfirmen zum Zweck der Steuerflucht handele. Gleichzeitig tauchte in diesem Urteil auch die Bezeichnung „Briefkastenfirma“ auf. Von „Domizilgesellschaft“ wiederum war überwiegend in der Schweiz und in Liechtenstein die Rede. In Liechtenstein machte 1978 die „besondere Gesellschaftssteuer“, die von diesen Holding- und Domizilgesellschaften zu entrichten war, 34,4 % der gesamten Steuereinnahmen aus. Als 1984 die Regierung der British Virgin Islands Unternehmen anbot, Briefkastenfirmen anzusiedeln, machten die Firmen hiervon in der Folgezeit reichlich Gebrauch. Im Jahre 2000 gab es bereits 400.000 hiervon, 2015 waren es 800.000 bei nur knapp 29.000 Einwohnern. Vorausgegangen waren solche Erlaubnisse bereits in Vanuatu (1971), Cook Islands (1981) oder Antigua und Barbuda (1982). Motiv war – wie in allen Steueroasen – die Verbesserung der eigenen Wirtschaftsstruktur und die Generierung zusätzlicher Steuereinnahmen. Das gelang, denn die Gebühreneinnahmen aus der Gründung solcher Gesellschaften erreichten auf den Jungferninseln 50 % der Staatseinnahmen.
In der deutschsprachigen Fachliteratur werden Basisgesellschaft, Briefkastenfirma oder Domizilgesellschaft zuweilen voneinander unterschieden. Der Bundesfinanzhof (BFH), der von Basisgesellschaften spricht, erwähnte in einem Urteil vom Dezember 1995 dann auch die Domizilgesellschaft, für ihn ist sie „eine Gesellschaft ohne eigenes Personal, ohne eigene Geschäftsräume und ohne eigene Geschäftsausstattung“. Die Basisgesellschaft ist ein selbständiger, von in Hochsteuerländern ansässigen Kapitalgebern gegründeter oder erworbener Rechtsträger, dessen statutarischer Sitz in einem ausländischen Staat mit in der Regel günstigen steuerlichen Bedingungen liegt. Sie ist von Briefkasten- oder Domizilgesellschaften zu unterscheiden, weil letztere über kein eigenes Personal, keine eigenen Liegenschaften und keinen Geschäftsbetrieb verfügten. Während demnach die Basisgesellschaft eine eigene wirtschaftliche Tätigkeit durchführe, sei dies bei Briefkasten- oder Domizilgesellschaften nicht der Fall. Die herrschende Meinung in der Fachliteratur bezeichnet indes Briefkastengesellschaften als Basisgesellschaften ohne eigenes Personal und eigene Geschäftsräume. Es ist daher davon auszugehen, dass alle drei Begriffe denselben Begriffsinhalt aufweisen. Steuerrechtlich hat sich der Begriff Basisgesellschaft durchgesetzt. In der Schweiz und in Liechtenstein ist der Begriff Domizilgesellschaft geläufig; es handelt sich um eine rechtlich, wirtschaftlich und geschäftlich selbständige juristische Person, die eine Verwaltungstätigkeit, aber keine Geschäftstätigkeit ausübt. Die Verwaltungstätigkeit beschränkt sich auf die Vermögensverwaltung des eigenen Vermögens.

## Legalität
Steuerflucht kann Steuervermeidung, Steuerumgehung oder Steuerhinterziehung sein. Nur Steuervermeidung und angemessene Steuerumgehung sind legale Methoden, Steuern bei der Steuerflucht zu sparen.
Steuerflucht ist illegal und als Steuerhinterziehung strafbar, wenn beispielsweise ein Steuerpflichtiger mit Wohnsitz in Deutschland eine Kapitalanlage im Ausland tätigt und den erzielten Kapitalertrag und den Vermögenswert dem inländischen Finanzamt verschweigt. Dadurch verletzt er das Welteinkommensprinzip, nicht aber das Wohnsitzlandprinzip. Im Hinblick auf letzteres Prinzip hat er seinen Wohnsitz nicht verlegt, sondern sein Wertpapierdepot ins Ausland verlagert. Dies ist nur dann legal, wenn er Kapitalertrag und Vermögenswert im Inland in seiner Steuererklärung angibt.

## Umfang
Im Jahre 2012 ergab eine Studie der Organisation Tax Justice Network (deutsch „Netzwerk für Steuergerechtigkeit“) unter der Feder von James S. Henry, dass den Heimatstaaten bis zu 280 Milliarden Dollar an Einkommensteuern durch Steuerflucht verloren gehen. Finanzvermögen von 21 bis 32 Billionen Dollar sei in Steueroasen angelegt. Andere Autoren, wie z. B. Gabriel Zucman betrachten diese Zahlen als unrealistisch. Er selbst errechnet eine Spanne von ca. 6–10 Billionen Dollar.
Im sogenannten Offshore-Leaks berichteten im April 2013 weltweit Medien von einem Datensatz mit 130.000 Namen von Personen, die ihr Vermögen in Steueroasen angelegt haben sollen.
Das Vermeiden von Steuern wird oft mit großen Konzernen wie Google und Amazon in Verbindung gebracht, wird aber auch vom so genannten Mittelstand betrieben. Zahlreiche Familienunternehmen wie Liebherr oder die Unternehmensgruppe Theo Müller haben aus steuerlichen Gründen den Sitz des Unternehmens oder sogar den Wohnsitz ins Ausland verlegt.
Enthüllungen wie die Luxemburg-Leaks (November 2014), Panama Papers (April 2016) und Paradise Papers (November 2017) haben unter anderem die Steuerflucht multinationaler Konzerne offengelegt. Allein die Europäische Union verliert jährlich schätzungsweise 50 bis 70 Milliarden Euro durch „aggressive Steuervermeidung“. Einem Bericht der internationalen Nichtregierungsorganisation Tax Justice Network zufolge gehen Regierungen weltweit durch Steuerflucht jedes Jahr 427 Milliarden Dollar verloren, davon 245 Milliarden Dollar (57 %) an Unternehmenssteuern. Für zwei Drittel dieser Steuerausfälle sind der Studie zufolge Regelungen in reichen OECD-Ländern verantwortlich. Dabei verzeichnen die USA Steuerausfälle von fast 50 Milliarden Dollar pro Jahr, Deutschland folgt auf Platz zwei mit rund 24 Milliarden Dollar.

## Steuerflucht und Entwicklungspolitik
Im Jahr 2009 haben luxemburgische Nichtregierungsorganisationen, die zu wesentlichem Teil durch die Regierung Luxemburgs finanziert werden, kritische Berichte veröffentlicht. Darin wurde der Versuch unternommen, die Geldströme zwischen Steueroasen und Entwicklungsländern aufzuzeigen. Nachdem die Politik scharf reagiert hatte, hat man sich von den Berichten offiziell distanziert.

## Deutsches Steuerrecht
Das deutsche Steuerrecht knüpft für die Besteuerung einer Person an deren (Wohnsitz oder Unternehmenssitz) oder bei natürlichen Personen an ihren gewöhnlichen Aufenthalt und bei Körperschaften an den Ort der Geschäftsleitung an. Im Gegensatz zu den USA hat die Bundesrepublik Deutschland, bis auf einige Spezialfälle, kein Besteuerungsrecht über seine Staatsbürger aufgrund ihrer Nationalität unabhängig von deren Wohnsitz oder gewöhnlichen Aufenthalt. Hat eine natürliche Person einen Wohnsitz oder gewöhnlichen Aufenthalt in Deutschland, dann ist sie grundsätzlich mit ihrem gesamten Welteinkommen in Deutschland steuerpflichtig (unbeschränkte Steuerpflicht). Um eine Doppelbesteuerung aufgrund gleichzeitig bestehender Besteuerungsrechte verschiedener Staaten zu vermeiden oder abzumildern, gibt es Doppelbesteuerungsabkommen.
Eine beschränkte Steuerpflicht kann sich auch ergeben, wenn eine natürliche Person zwar keinen Wohnsitz oder gewöhnlichen Aufenthalt in einem Land innehat, aber Einkünfte in diesem Land erzielt, beispielsweise das im Ausland gelegene und vermietete Haus; Dividende von ausländischen Unternehmen (Quellensteuer). Dann ist sie in dem Staat, in dem sich die Einkunftsquelle befindet, (und zwar nur) mit der dortigen Einkunftsquelle steuerpflichtig, wenn sich aus einem Doppelbesteuerungsabkommen nichts anderes ergibt.
Außensteuergesetz
Das im September 1972 in Kraft getretene Außensteuergesetz (AStG) versucht, etwaige unangemessene Steuervorteile aus der Nutzung des internationalen Steuergefälles zu beseitigen. Dabei werden vier Zielrichtungen verfolgt:
- Einkunftsberichtigung bei verbundenen Unternehmen (§ 1 AStG): Zielt auf die Verrechnungspreise für Lieferungen und Leistungen ab, die auf Grundlage des Fremdvergleichsgrundsatzes angemessen und marktüblich sein müssen;
- erweiterte beschränkte Steuerpflicht bei natürlichen Personen (§ 2 bis § 5 AStG): knüpft an die unbeschränkte Steuerpflicht an und thematisiert den Wohnsitzwechsel, sofern ein unbeschränkt Steuerpflichtiger zehn Jahre vor dem Ende der unbeschränkten Steuerpflicht insgesamt mindestens fünf Jahre unbeschränkt einkommensteuerpflichtig war;
- Vermögenszuwachsbesteuerung bei Kapitalgesellschaftsanteilen (etwa Aktien; § 6 AStG); Eine fiktive Veräußerung von Anteilen an Kapitalgesellschaften wird angeordnet, wenn die unbeschränkte Steuerpflicht durch Aufgabe des Wohnsitzes oder gewöhnlichen Aufenthalts endet und die Voraussetzungen des § 17 EStG erfüllt sind.
- Die Hinzurechnungsbesteuerung einschließlich Familienstiftungen (§ 7 bis § 15 AStG) soll der durch die Kapitalbeteiligung an ausländischen Kapitalgesellschaften und niedrig besteuerten Basisgesellschaften bewirkten Verlagerung des Substanzwerts in das Ausland vorbeugen, wenn eine Kapitalgesellschaft so genannte passive Einkünfte erzielt.

Der Steuerpflichtige verlagert seine Einkunftsquellen oder die persönlichen Steueranknüpfungspunkte in ein Niedrigsteuerland oder eine Steueroase. Hierfür kommen sowohl Staaten und Gebiete in Betracht, die keine direkten Steuern erheben, deren Steuersätze allgemein niedrig sind, wie auch solche, die nur bestimmte Einkünfte niedrig oder nicht besteuern. Dazu können auch von anderen Staaten abhängige Gebiete mit Autonomie in Steuersachen gehören.

## Internationale Regelungen
Im Juni 2021 verständigten sich die Finanzminister der G7-Staaten auf dem Gipfeltreffen in St Ives auf Eckpunkte einer weltweit geltenden Mindeststeuer für international agierende Großunternehmen, um angesichts zunehmender Digitalisierung der Wirtschaft das Steuerdumping zu unterbinden. 140 Staaten, darunter alle Mitglieder der Gruppe der zwanzig wichtigsten Industrie- und Schwellenländer und auch einige Steueroasen repräsentieren über 90 % des globalen Bruttoinlandsprodukts. Unter dem Dach des OECD-Projekts Inclusive Framework on Base Erosion and Profit Shifting einigten sich die Staaten im Oktober 2021 auf die Grundzüge jener umfassenden Steuerreform, die unter anderem einen weltweit geltenden Mindeststeuersatz für große Konzerne in Höhe von 15 % beinhaltet. Steuern sollen zudem künftig unabhängig vom Rechtssitz der Unternehmen dort entrichtet werden müssen, wo die Unternehmen operieren und ihre Gewinne generieren. Der globalen Steuerreform nicht zugestimmt haben Kenia, Nigeria, Pakistan und Sri Lanka. Die OECD schätzt, dass durch die Maßnahmen jährlich weltweit rund 150 Milliarden Dollar mehr Steuereinnahmen anfallen. Diese Mindeststeuer wurde durch die Richtlinie (EU) 2022/2523 vom 14. Dezember 2022 zur Gewährleistung einer globalen Mindestbesteuerung für multinationale Unternehmensgruppen und große inländische Gruppen in der Union in EU-Recht umgesetzt und gilt für Großunternehmen mit einem Umsatzerlös von mindestens 750 Millionen Euro seit Januar 2024.

## Österreich
Im Mai 2024 ermahnte die EU-Kommission Österreich und fünf weitere Mitgliedsländer, die 2021 beschlossene EU-Richtlinie (Country-by-Country-Reporting Directive) gegen Steuerflucht großer Konzerne mit 750 Millionen Euro Umsatz oder mehr vollständig umzusetzen.

## Wirtschaftliche Aspekte
Steuerflucht setzt Kapitalmobilität und Kapitalverkehrsfreiheit sowie eine entsprechende Infrastruktur in den Niedrigsteuerländern voraus; sie ist ein Problem der Hochsteuerländer. Die Niedrigsteuerländer gewährleisten durch schwache oder nicht vorhandene Banken- und Finanzmarktaufsicht die Entstehung und Existenz von Briefkastengesellschaften und Schattenbanken. Zudem ist die Steuerpolitik der Niedrigsteuerländer im internationalen Steuerwettbewerb auch darauf ausgerichtet, ausländische Steuerpflichtige zum Standortwechsel zu bewegen.
Eine Abwanderung von Unternehmen findet aus steuerlichen Gründen statt, wenn die Wettbewerbsfähigkeit durch die Steuerlast beeinträchtigt wird. Multinationale Unternehmen verlagern Gewinne in Tochtergesellschaften in Länder mit niedrigen Steuersätzen. Mit Regelungen über Hinzurechnungsbesteuerung, Verrechnungspreise u. ä. versuchen Hochsteuerländer dies einzugrenzen.